# Ctenactis crassa
Ctenactis crassa är en korallart som först beskrevs av James Dwight Dana 1846.  Ctenactis crassa ingår i släktet Ctenactis och familjen Fungiidae. IUCN kategoriserar arten globalt som livskraftig. Inga underarter finns listade i Catalogue of Life.